# Antifonte
Antifonte, o Sofista (em grego clássico: Ἀντιφῶν; romaniz.: Antiphṓn), viveu em Atenas, provavelmente nas duas últimas décadas do século V a.C. Há uma controvérsia sobre se ele é o mesmo Antifonte (Ἀντιφῶν) do demo ateniense de Ramnunte na Ática (480–411 a.C.), o mais antigo dos dez oradores áticos. Neste artigo eles serão tratados como pessoas distintas.

## Antifonte de Ramnunte
Antifonte de Ramnunte foi um estadista que fez da retórica sua profissão. Esteve sempre presente em assuntos políticos de Atenas, e, como defensor zeloso do partido oligárquico, foi o grande responsável pela criação do golpe de Estado dos Quatrocentos em 411 (ver Terâmenes); por ocasião da restauração da democracia, pouco tempo depois, Antifonte foi acusado de traição e condenado à morte. Tucídides descreveu as habilidades, a influência e a reputação de Antifonte:

...Aquele que articulou todo o caso [do golpe de 411], preparou o caminho para a catástrofe, e deu a maior atenção ao assunto, foi Antifonte, um dos melhores homens do seu tempo em Atenas; foi ele que, com a cabeça para criar medidas e a língua para recomendá-las, não se apresentou voluntariamente na assembleia ou em qualquer cena pública, já que era mal visto pela multidão devido à sua reputação de homem astuto, e era aquele, que embora não fosse o homem ideal para ajudar nos tribunais, ou na assembleia, era chamado pelos litigantes que exigiam a sua opinião. Entretanto, quando mais tarde teve a sua vida ameaçada sob a acusação de ter se preocupado em criar seu próprio governo, quando os Quatrocentos foram depostos e mal tratados pelo governo atual, ele fez o que parece ter sido a melhor defesa já conhecida até o presente dia.— Tucídides, Histórias 8.68
Antifonte pode ser considerado o criador da oratória política, mas ele nunca se dirigiu diretamente ao povo, exceto por ocasião de seu julgamento. Os fragmentos de seu discurso utilizado na defesa de sua política (chamado Περὶ μεταστάσεως) foram editados por J. Nicole (1907) a partir de um papiro egípcio.
Sua atividade principal era a de logógrafo (λογογράφος), que é um profissional em escrever discursos. Escrevia para aqueles que se sentiam despreparados para defenderem seus próprios casos — todos os litigantes eram obrigados a fazê-lo — sem uma assistência especializada. Quinze dos discursos de Antifonte ainda existem: doze são meros exercícios escolares sobre casos fictícios, divididos em tetralogias, cada um composto por dois discursos de acusação e defesa—acusação, defesa, réplica, tréplica; três referem-se a reais processos legais. Todos tratam de casos de homicídio (φονικαὶ δίκαι). É também atribuído a Antifonte a composição de uma Τέχνη, ou estudo da retórica.

## Antifonte, o Sofista

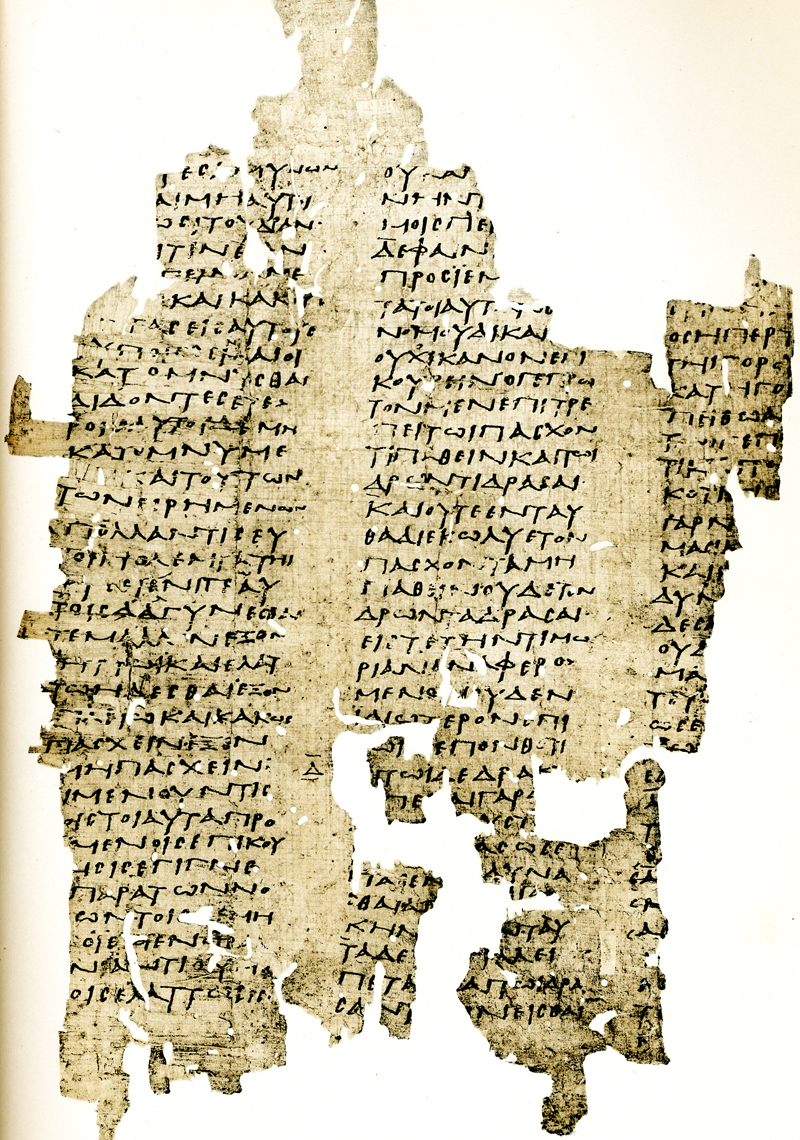
Um papiro do século III atribuído ao primeiro livro de Sobre a Verdade (Oxyrhycnhus Papyri: Parte XI, 1364 fr. 1, cols. v-vii)

Um tratado conhecido como Sobre a Verdade, do qual apenas fragmentos restaram, é atribuído a Antifonte, o Sofista. Ele é de grande valor para a teoria política, pois parece ser o precursor da teoria dos direitos naturais. As opiniões expressas nele sugerem que seu autor não poderia ser a mesma pessoa de Antifonte de Ramnunte, uma vez que ele foi interpretado como uma forte afirmação dos princípios igualitários e libertários apropriados à democracia - e, contrário às opiniões oligárquicas de Antifonte de Ramnunte, que foi fundamental no golpe de Estado antidemocrático de 411. Foi argumentado que essa interpretação se torna obsoleta à luz de um novo fragmento de texto de Sobre a Verdade descoberto em 1984. Novas evidências supostamente excluem uma interpretação igualitária do texto. Porém, este argumento não pode apoiar a texto real dos fragmentos que sobreviveram de Sobre a Verdade, que ataca especificamente as diferenças de classe e nacional como sendo baseadas, não na natureza, mas no preconceito convencional.

Aqueles que nasceram de pais ilustres nós respeitamos e honramos, enquanto que aqueles que vêm de uma casa medíocre nós nem respeitamos nem honramos. Assim nós nos comportamos como bárbaros uns para com os outros. Por natureza, nós todos somos iguais, tanto os bárbaros, quanto os gregos, têm uma origem inteiramente semelhante: para ela é apropriado realizar as satisfações naturais, que são necessárias a todos os homens: todos têm a capacidade de realizar estas, da mesma forma, e em tudo isto nenhum de nós é diferente, quer como bárbaros, ou como gregos; já que todos nós respiramos o ar pela boca e narinas e todos nós comemos com as mãos.
O impulso igualitário desta declaração é inconfundível e está em harmonia com a tendência grega em ver a liberdade como exigindo igualdade. Aristóteles, menciona isso como o consenso sobre a democracia, que defende a igualdade como uma forma de liberdade. Essa conjunção de igualdade com a liberdade seria aplicável tanto aos defensores da democracia, como Péricles ou seus adversários, como Platão. As passagens seguintes confirmam os compromissos fortemente libertários de Antifonte, o Sofista.

### A "Natureza" requer liberdade
Sobre a Verdade justapõe a natureza repressiva da convenção e da lei (νόμος) com a "natureza" (φύσις), especialmente a natureza humana. A natureza é encarada como requerendo a espontaneidade e a liberdade, em contraste com as frequentes restrições gratuitas impostas pelas instituições:
A maioria das coisas que são legais, apenas são [no entanto] ... inimigas da natureza. Por lei, ficou estabelecido para os olhos o que eles devem, ou não ver, para os ouvidos o que eles devem, ou não ouvir, para a língua, o que ela deve, ou não falar, para as mãos o que devem, ou não fazer ... e para a mente o que deve, ou não desejar. 
A repressão significa dor, enquanto que a natureza (natureza humana) evita a dor.
Em outros lugares, Antifonte escreveu: "A vida é como uma vigília breve, e a duração da vida é a de um único dia, por assim dizer, em que, tendo levantado nossos olhos para a luz nós damos lugar a outros que nos sucederão." Mario Untersteiner comenta: "Se a morte segue de acordo com a natureza, por que atormenta seu oposto, a vida, que é igualmente de acordo com a natureza? Ao apelar para esta lei trágica da existência, Antifonte, falando com a voz da humanidade, deseja livrar tudo o que pode fazer violência à individualidade da pessoa
Em seu campeonato da liberdade natural e da igualdade de todos os homens, Antifonte antecipa a doutrina dos direitos naturais de Hobbes, Locke, Rousseau, e a Declaração de Independência.

## Matemática
Antifonte também foi um matemático capaz. Antifonte, ao lado de seu companheiro Bryson de Heraclea, foi o primeiro a dar um limite superior e inferior para o valor de pi inscrevendo e depois circunscrevendo um polígono ao redor de um círculo e, finalmente, procedendo ao cálculo das áreas dos polígonos. Este método foi aplicado para o problema da quadratura do círculo.

## Lista dos discursos existentes
(Disponíveis em Perseus Digital Library)
- «Acusação de Envenenamento pela Madrasta». (Φαρμακείας κατὰ τῆς μητρυιᾶς)
- «A Primeira Tetralogia: Acusação Anônima por Assassinato». (Κατηγορία φόνου ἀπαράσημος)
- «A Segunda Tetralogia: Acusação por Homicídio Acidental». (Κατηγορία φόνου ακουσίου)
- «A Terceira Tetralogia: Acusação de Assassinato por Alguém que Pleiteia Autodefesa». (Κατηγορία φόνου κατὰ τοῦ λέγοντος ἀμύνασθαι)
- «Sobre o Assassinato de Herodes». (Περὶ τοῦ Ἡρῷδου φόνου)
- «Sobre os Dançarinos». (Περὶ τοῦ χορευτοῦ)